# Municipio de Wheatland (condado de Ford)
El municipio de Wheatland (en inglés: Wheatland Township) es un municipio ubicado en el condado de Ford en el estado estadounidense de Kansas. En el año 2010 tenía una población de 151 habitantes y una densidad poblacional de 0,79 personas por km².

## Geografía
El municipio de Wheatland se encuentra ubicado en las coordenadas 37°49′23″N 99°37′10″O / 37.82306, -99.61944. Según la Oficina del Censo de los Estados Unidos, el municipio tiene una superficie total de 192.28 km², de la cual 192,28 km² corresponden a tierra firme y (0 %) 0 km² es agua.

## Demografía
Según el censo de 2010, había 151 personas residiendo en el municipio de Wheatland. La densidad de población era de 0,79 hab./km². De los 151 habitantes, el municipio de Wheatland estaba compuesto por el 91,39 % blancos, el 0,66 % eran afroamericanos, el 0,66 % eran amerindios, el 7,28 % eran de otras razas. Del total de la población el 13,25 % eran hispanos o latinos de cualquier raza.